# Bătălia pentru capul de pod de la Narva
Bătălia pentru capul de pod de la Narva a fost o bătălie de pe frontul de răsărit din timpul celui de-al doilea război mondial dintre forțele Germaniei Naziste (Grupul de Armate Nord) și cele ale Uniunii Sovietice (Frontul Leningrad). Această bătălie a fost parte a luptelor de pe flancul de nord al Operațiunii Kingisep-Gdov (ru: Кингисеппско-Гдовская наступательная операция) declanșată de Frontul Leningrad în februarie 1944, parte la rândul ei a mai amplei Ofensive strategice Leningrad-Novgorod, cunoscută și ca prima dintre cele „10 șocuri ale lui Stalin” (ru: Десять сталинских ударов).
Bătălia de la Narva este de asemenea cunoscută și ca Bătălia SS-iștilor europeni. În rândul voluntarilor europeni din cadrul Waffen SS s-au aflat luptători din Norvegia, Danemarca, Olanda, Belgia și în special din Estonia (Divizia SS a 20-a Waffen Grenadier). Deși în rândul forțelor germane au luptat și două corpuri ale Wehrmachtului, rolul și prezența lor în luptă a fost trecute pe planul doi). 
Vedeți și: Estonia în al doilea război mondial
Deși per total operațiunea sovietică a fost un succes, Armata Roșie  reușind traversarea râului Narva și cucerirea orașului cu același nume, mica forță germană a reușit să blocheze înaintarea sovietică pentru mai multe luni folosind la maxim natura terenului din aria de operațiuni (o zonă mlăștinoasă împădurită).

## Ciza și revenirea
Lovitura principală sovietică a fost dată împotriva Corpului SS Steiner, aflat la est de orașul strategic Narva. Acest corp de armată era format în principal din Freiwilligen SS – voluntari străini din Scandinavia, Belgia, Franța, Olanda, Ungaria, România, Italia, Spania și statele baltice. 
Olandezii din „4.SS-Freiwilligen-Panzergrenadier-Brigade Nederland” și divizia multinațională „11.SS-Freiwilligen-Panzergrenadier-Division Nordland” au lucrat cu frenezie la construirea fortificațiilor care au devenit cunoscute ca „Linia Narva”. Linia defensivă se întindea pe o distanță de aproximativ 10 km, de la satul Lilienbach în nord până în satul Dolgaia Niva în sud. 
Pentru ambele tabere, obiectivul principal era pe crearea și apărarea unor capete de pod peste râul Narva. Germanii creaseră un cap de pod peste râul din fața orașului Narva. Armata a 2-a de șoc sovietică a reușit să cucerească două capete de pod peste Narva pe 2 februarie 1944. A doua zi, sovieticii au atacat la sud de orașul Narva și au mai cucerit două capete de pod. Unul dintre aceste ultime capete de pod a fost extins suficient pentru a fi ocupat de șase corpuri de infanterie sovietică. 
Pe 3 februarie, un grup blindat sovietic a penetrat rapid liniile defensive germane și a stabilit un nou cap de pod pe  malul vestic al Narvei. 
Batalionul Panzer Nordland, numit Hermann von Salza, aflat sub comanda SS-Obersturmbannführer Paul Albert Kausch, ajutat de un pluton de tancuri grele Tiger în frunte cu asul german Otto Carius a intrat în luptă și a eliminat rapid capul de pod stabilit de blindatele sovietice. După această victorie, tancurile au continuat lupta alături de unitățile de SS-Grenadier eliminând și infanteria sovietică din regiune. Deși capetele de pod sovietice din centrul frontului au fost distruse, Armata Roșie a reușit să stabilească un nou cap de pod pe flancul nordic al frontuluil, lângă satul Siivertsi. 
La sud de orașul Narva, în zona apărată de batalionul Narwa, trupele sovietice au traversat râul și au amenințat să izoleze Corpul SS al lui Steine și două divizii ale divizii ale Wehrmachtului. Pentru a elimina acest nou pericol a intrat în luptă batalionul de tacuri grele 502, care a reușit restabilirea liniei defensive germane. Pentru a întări apărarea grupului Steiner, a fost adusă unitatea de voluntari estoni „20.Waffen-Grenadier-Division der SS (Estnische Nr.1)”. Pe 20 februarie, Steiner a atacat capul de pod sovietic de la Siivertsi. Estonienii au dovedit o mare hotărâre în timpul luptelor și după nouă zile de luptă, sovieticii au fost respinși pe malul estic al râului. Astfel a luat sfârșit una dintre multele crize ale apărătorilor germani ai Narvei. 
Pe flancul sudic însă, resturile amestecate a mai multor divizii de infanterie germană au cedat sub asaltul trupelor sovietice proaspete. Până pe 24 februarie, unitățile avansate sovietice au atins linia de cale ferată care aproviziona regiunea Narva și au amenințat corpul lui Steiner cu încercuirea. În ciuda rezistenței îndârjite a Diviziei a 61-a germane, sovieticii au continuat să înainteze. Batalinonul Narwa a fost deplasat în sud pentru a opri înaintarea sovietică. Divizia a 61-a, sprininită de tancurile diviziei Feldherrnhalle au reușit ca după lupte grele să-i împingă înapoi pe sovietici pe malul râului Narva. 

## Apărarea regimentuluide Ruyter
În ciuda pierderilor grele și a mai multor eșecuri, sovieticii au păstrat inițiativa și au organizat mai multe actacuri de-a lungul întregii linii Narva. 
Generalul sovietic Leonid A. Govorov, comandantul Frontului Leningrad, și-a dat seama că orice încercare de străpungere a liniei Narva nu va avea sorți de izbândă până când nu va fi eliminat capul de pod german de pe malul estic al Narvei. A fost organizat un atac masiv în regiunea Lilenbach, apărată de soldații olandezi din 49.SS-Freiwilligen-Panzergrenadier-Regiment de Ruyter, de sub comanda SS-Obersturmbannführer Hans Collani, un veteran al Diviziei Wiking. După un duel de artilerie puternic, s-a dezlănțuit atacul infanteriei, care s-a transformat la un moment dat într-o luptă feroce om al om. După mai multe ore de lupte sângeroase, sovieticii au fost nevoiți să se retragă. Regimentul De Ruyter reușise să reziste, iar Govorov a schimbat tactica de atac. În următoarele câteva săptămâni, regimentul olandezilor a fost supus bombardamentelor de artilerie și de aviație neîncetate. 
În noaptea de 6-7 martie, aviația sovietică a efectuat un raid uriaș de bombardament asupra orașului Narva, distrugându-l aproape în totalitate. După încheierea bombardamentului aerian, a fost declanșat un bombardament de artilerie. Civilii care au supraviețuit au fugit spre vest, în orașul ruinat nemairămânând decât soldații. Govorov a lansat un nou atac, folosind forțe copleșitoare dar și stratageme de camuflare ale adevăratelor intenții. După baraj de artilerie puternic executat împotriva regimentului  Danmark din cadrul diviziei Nordland, sovieticii au atacat cu toate forțele regimentul General Seyffardt din cadrul diviziei Nederland, care se afla la sud de regimentul Danmark. Olandezii au fost luați prin surprindere, dar mobilizarea generală de pe frontul german a făcut ca, în contraatacul care a urmat, forțele sovietice să fie respinse cu pierderi importante pentru ambele tabere. 

## Continuarea atacurilor sovietice
Govorov a schimbat zona de atac înapoi spre zona Lilienbach. Aici, după o pregătire de artilerie puternică, infanteria sovietică a lansat un atac sprijinit de forțe importante blindate. În ciuda îndârjirii cu care au luptat, germanii au fost împinși înapoi, sovieticii au reușit să străpungă liniile inamice, prin spărtura din defensivă fiind aruncate în atac blindatele sovietice care așteptau în rezervă. Govorov a ordonat oamenilor săi să stabilească cel puțin un cap de pod puternic peste râul Narva. În ciuda unor contraatacuri ale tancurilor germane, capul de pod sovietic a fost menținut, iar ultimii apărători germani a primit ordinul de retragere de pe pozițiile de la Lilienbach spre o nouă linie de apărare aflată mai la sud. 
În timpul retragerii lor, trupele SS s-au aflat tot timpul sub tirul artileriei sovietice, iar infanteria sovietică i-a urmărit îndeaproape. 
Timp de aproape o săptămână, pe linia frontului s-a așternut o acalmie relativă. Pe 22 martie, sovieticii au lansat un nou atac. După un baraj de artilerie puternic, 150 de infanteriști  sovietici au atacat distrugând pozițiile companiei a 5-a a regimentului Collani și străpungând liniile germane, dar comandantul de regiment SS-Hauptsturmführer Heinz Frühauf a format o grupă de asalt din personalul statului său major, a contraatacat, restabilind situația și continuând până la respingerea totală a atacatorilor. 
După două luni de lupte grele, ambele tabere erau epuizate, și pe linia frontului s-a așternut din nou acalmia. De-a lungul lunii aprilie, ambele tabere și-au întărit pozițiile și și-au completat efectivele. Luptele au fost oprite de dezghețul și ploile de primăvară – rasputița – care au transformat regiunea într-o uriașă mlaștină. 

## Schimbarea direcție de atac spre sud
În timpul sezonului ploios, sovieticii au continuat bombardarea zilnică a pozițiilor germane cu artileria și aviația. Cum toate atacurile de până în acel moment dat fuseseră respinse de blindatele germane, Govorov a încercat o nouă variantă de atac. Astfel, el a conceput o operațiune amfibie, cu trupe care urmau să vină din Golful Finlandei, să debarce la câțiva kilometri în spatele liniilor germane și să atace inamicul din spate. Regimentul Norge și SS-Kampfgruppe Küste au reacționat însă rapid după debarcarea sovietică și au anihilat fragilul cap de pod sovietic. 
Pe 23 martie, Hitler a ordonat crearea „Fortăreței Narva” (Festung Narwa). Orașul Narva urma să fie transformat într-un oraș fortificat, care trebuia apărat cu orice preț. 
În ciuda faptului că au reușit să se apere cu succes până în acel moment, germanii au suferit pierderi foarte mari. Începând din decembrie, unitățile SS Nordland și Nederland au pierdut peste 7.500 de soldați, dar au primit întăriri de numai 1.336 de soldați. Numai aproximativ o jumătate dintre voluntarii SS care au luptat în regiunea Narva au supraviețuit luptelor.
Dezghețul și ploile de primăvară (rasputița) au împiedicat organizarea oricărui atac amplu în lunile aprilie și mai. Cu excepția bombardamentelor de artilerie și a bombardamentelor și recunoașterii aeriene, orice altă activitate a încetat. În luna mai însă, pământul a început să se zvânte. Govorov a avut răgazul necesar să-și întărească forțele, în special flancul sudic, în vederea unui atac împotriva orașului Dolgaia Niva, apărat de voluntarii danezi din regimentul Danmark al diviziei Nordland.  Pe 7 iunie, sute de tunuri sovietice au atacat frontul de 11 km de la Narva. Armata a 13 aeriană a aruncat în luptă toate avioanele din dotate fără a întimpina o rezistență importantă din partea Luftwaffe. Sovieticii au atacat în valuri pozițiile danezilor. 
Artileria diviziei Nordland a încercat să distrugă valurile de infanteriști sovietici care înaintau, dar aceștia au reușit să ajungă cu pierderi importante în tranșeele danezilor, unde au început lupte grele. După patru zile de rezistență, pozițiile danezilor au cedat și, pe 12 iunie, liniile lor au fost străpunse. 
În condițiile în care sovieticii puteau traversa râul Narva fără să mai poată fi opriți, SS-Scharführer Egon Christophersen a aruncat în luptă resturile companiei a 7-a Danmark. Atacul disperat al SS-iștilor a restabilit situația, iar sovieticii au fost respinși. Pentru faptele sale de arme, Christophersen a fost decorat cu „Crucea de Cavaler a Crucii de Fier”. În ciuda faptului că luptele din zona de sud a frontului au continuat, sovieticii nu au mai reușit să străpungă liniile danezilor. 
STAVKA a început să ia în considerație o altă zonă de atac pentru spargerea frontului german, deși atacurile din regiunea Narva nu au încetat. Pe 22 iunie a fost lansată o nouă ofensivă, Operațiunea Bagration, împotriva Grupului de Armate Centru.

## Operatiunea "Bagration" și retragerea pe linia Tannenberg
În ciuda faptului ca SS-ști de la Narva au rezistat atacurilor, pierderile lor nu au putut fi înlocuite cu aceeași ușurință cu care și-au completat rândurile sovieticii. Steiner, comandantul german, și-a dat seama că oamenii săi nu vor mai rezista multă vreme și că riscau să fie decimați pe pozițiile pe care le apărau în acel moment. El a ordonat începerea lucrărilor defensive pe o nouă linie de apărare, Tannenbergstellung, care se întindea pe o serie de dealuri la vest de Narva (Munții Albaștri). Apărătorii liniei Narva trebuiau să reziste până când a fost construită linia Tannenberg. 
Atacurile sovietice nu au încetat în acest timp. La un moment dat, sovieticii au reușit cucerirea unui cap de pod pe flancul nordic al liniei Narva. Situația în regiune a fost restabilită numai după intervenția tacurilor germane. După acest moment, sovieticii au atacat capul de pod german de pe malul estic al Narvei, apărat de voluntarii danezi și olandezi. Aproape o lună, capul de pod a rezistat împotriva atacurilor sovietice. Regimentele de voluntari SS care apărau capul de pod au fost reduse însă la dimensiunile unui batalion. Veștile succeselor sovietice din timpul Operațiunii Bagration, inclusiv cea a distrugerii a cinci divizii germane la Vitebsk, au dus la îmbunătățirea moralului sovieticilor, iar atacurile lor au devenit mai viguroase. Capetele de pod sovietice erau întărite zilnic, iar Steiner era conștient că în scurtă vreme avea să se dea un atac pentru încercuirea forțelor sale. Pe 23 iulie, în ciuda ordinelor lui Hitler, care cerea soldaților săi „să reziste sau să moară”, Steiner a ordonat retragerea unităților din subordinea sa pe linia defensivă Tannenberg. Regimentul Nederland a primit sarcina acoperirii retragerii forțelor germane. 
Govorov a aflat repede de mișcarea lui Steiner și pe 24 iulie a organizat un atac general pe toată lungimea frontului pentru distrugerea forțelor germane în retragere. Atacul dinspre nord a tancurilor sovietice amenințau să cucerească o porțiune a șoselei Tallinn – Narva și să întrerupă singura cale de retragere a germanilor. Cele 137 de avioane de care dispunea corpul lui Steiner au fost ridicate cu toate în aer pentru acoperirea retragerii, dar germanii au fost copleșiți de cele peste 800 de avioane de luptă de care dispuneau sovieticii în zonă. 
În ciuda atacurilor puternice, germanii au reușit să păstreze controlul asupra podului de peste râul Narva și mai apoi a drumului Tallinn – Narva, pe care s-au retras cea mai mare parte a trupelor. În timpul retragerii însă, regimentul General Seyffardt  a fost distrus în timpul unui atac combinat al infanteriei și aviației sovietice. Doar câțiva supraviețuitori au reușit să ajungă după o săptămână pe linia Tannenberg. Retragerea germanilor, cu excepția regimentului SS Seyffardt a fost un succes, oamenii lui Steineri trecând le pregătirile pentru apărare pe noile poziții defensive. 
Pe 26 iulie, Armata Roșie a intrat victorioasă în orașul Narva. În vreme ce sovieticii pretindeau că au obținut o victorie, germanii se lăudau că au reușit să reziste timp de mai multe luni în ciuda disproporției uriașe dintre forțele atacatoare și cele din defensivă.

## Forțele implicate în lupte

### Sovieticii
- Armata a 2-a de șoc – general-locotenent Ivan Fediuninski
  - Corpul al 14-lea pușcași – general-maior Pavel Artiușenko'
  - Corpul al 30-lea de pușcași de Gardă – general-locotenent Nikolai Simoniak'
  - Corpul al 43-lea de pușcași – general-maior Anatoli Andreiev
  - Corpul al 109-lea de pușcași – general-maior Ivan Alferov

### Germanii
- Corpul al 3-lea blindate SS (german) – SS-Obergruppenführer Felix Steiner
  - Divizia a 11-a grenadieri (blindate) SS "Nordland"
  - Divizia a 4-a grenadieri (blindate) SS "Nederland"
  - Divizia a 20-a grenadieri (infanterie estonă)

Alte unități militare
- Comandamentul de artilerie nr. 113
- Comandamentul de geniști nr. No. 32
- Batalionul al 502-lea tancuri grele
- Batalionul al 752-lea antitanc
- Batalionul al 540-lea infanterie specială